# Danny Ozark
Daniel Leonard Ozark, nascido Daniel Orzechowski Leonard (Buffalo, Nova York, 24 de novembro de 1924 – Vero Beach, Flórida, 7 de maio de 2009) foi um técnico de beisebol estadounidense. Como técnico do Philadelphia Phillies (de 1973 a 31 de agosto de 1979) venceu a National League East Division (Divisão Leste da Liga Nacional) em 1976, 1977 e 1978. Em 1976 e 1977, sua equipe venceu 101 jogos (um recorde da equipe). Na temporada 1983-1984, dirigiu o San Francisco Giants, com a equipe vencendo 24 e perdendo 32 partidas sob seu comando. Morreu em maio de 2009, deixando sua esposa de 60 anos (Ginny), dois filhos (Dwain e Darlene), 3 netos e 4 bisnetos.